# Ґолка

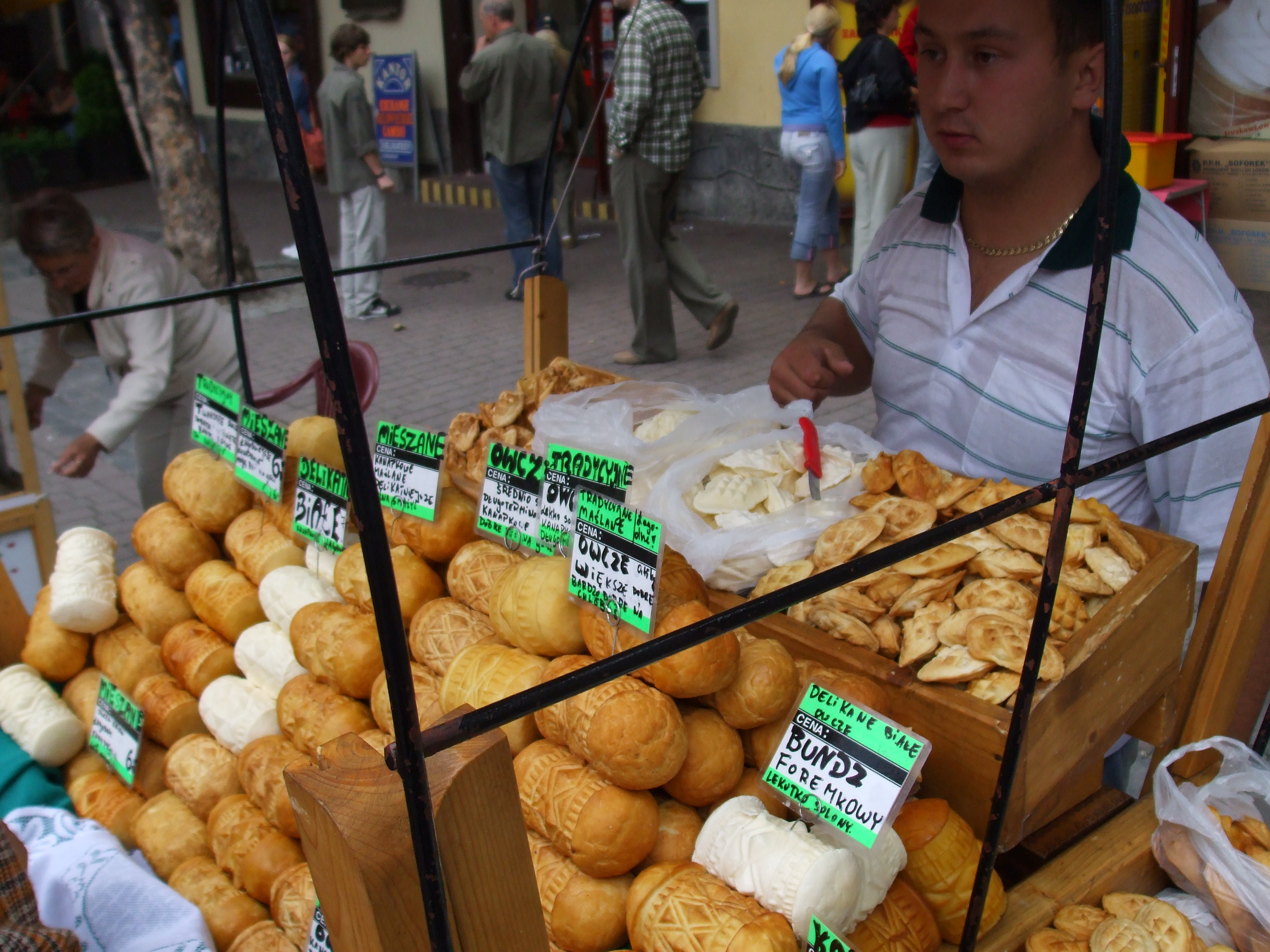
Ґолка

Ґолка (пол. gołka) — традиційна назва копченого сиру з коров'ячого молока, характерного для польських гірських районів, насамперед Підгалля.
Виготовляється цей сир у спосіб, схожий до осципка. Проте осципек — з овечого молока. Ґолку часто плутають з осципком, оскільки він має трохи схожу форму (осципек — веретеноподібний, а ґолка — схожий на валик), проте мають різний смак.